# Matobo
Matobo es una población del Distrito Central de Botsuana, a 10 kilómetros al sudeste de Tutume, cerca de la frontera con Zimbabue. Tenía una población de 1341 habitantes en el censo de 2001. Tiene una escuela primaria. No se debe confundir con las colinas de Matobo, que se encuentran a unos 140 km en dirección estenordeste, en Zimbabue, al sur de Bulawayo, ni con el país de ficción creado para la película La intérprete con el nombre de República Democrática de Matobo.